# Deutscher Schwerhörigenbund
Der Deutsche Schwerhörigenbund e.V. (DSB) ist eine deutsche Behinderten-Selbsthilfe-Organisation.
Der erste örtliche Verein wurde im Jahre 1901 von Freifrau Margarethe von Witzleben in Berlin gegründet. Nach ihr wurde die noch heute bestehende höchste Auszeichnung des DSB, die Margarethe-von-Witzleben-Medaille, benannt, die für herausragenden Einsatz zum Wohl ertaubter und schwerhöriger Menschen verliehen wird.
Der DSB vertritt als bundesweit arbeitende Selbsthilfeorganisation die Interessen schwerhöriger und ertaubter Menschen in sozialer, medizinischer, technischer und rechtlicher Hinsicht.
Nach der Vereinigung mit dem Bund der Schwerhörigen aus der DDR am 2. Mai 1991 ist der Verband in allen Bundesländern vertreten. Die Geschäftsstelle des DSB befindet sich zentral in Berlin. Der DSB unterhält Hörberatungs- und Informationszentren in vielen Städten, sowie zahlreiche Beratungsstellen auf kommunaler Ebene, die in den letzten Jahren aufgebaut wurden und die ständig erweitert werden.
Der DSB bietet durch unterstützte Rehabilitationsmaßnahmen wirksame Hilfe zur Selbsthilfe an.